# Wimmeria
Wimmeria là một chi cây bụi tới cây cỡ nhỏ thuộc họ Celastraceae. Nó được đặt tên theo nhà thực vật học người Đức Christian Friedrich Heinrich Wimmer (1803–1868).

## Loài
Danh sách này có thể chưa đầy đủ.
- W. acapulcensis Lundell
- W. acuminata L. O. Williams
- W. bartlettii Lundell
- W. caudata Lundell
- W. chiapensis Lundell
- W. concolor Cham. & Schltdl.
- W. crenata Liebm. ex Lundell
- W. cyclocarpa Radlk. ex Donn. Sm.
- W. discolor Cham. & Schltdl.
- W. guatemalensis Rose
- W. integerrima Turcz.
- W. lambii (Standl. & L. O. Williams) Lundell (đồng nghĩa của Maytenus lambii)[2]
- W. lanceolata Rose
- W. mexicana (Moc. & Sessé ex DC.) Lundell (đồng nghĩa của W. confusa and Celastrus mexicanus)
- W. microphylla Radlk.
- W. montana Lundell
- W. obtusifolia Standl.
- W. pallida Radlk.
- W. persicifolia Radlk.
- W. pubescens Radlk.
- W. serrulata Radlk.
- W. sternii Lundell